# Kuzinellus kuzini
Kuzinellus kuzini är en spindeldjursart som först beskrevs av Wainstein 1962.  Kuzinellus kuzini ingår i släktet Kuzinellus och familjen Phytoseiidae. Inga underarter finns listade i Catalogue of Life.